# Erykah Badu
Erykah Badu (født 26. februar 1971 som Erika Abi Wright) er en afrikansk-amerikansk soulsangerinde og sangskriver, der tilbragte sine tidlige 20'er som kunstlærer og halvtidssangerinde i hjembyen Dallas. I 1994 varmede hun op for åndsfællen D'Angelo, hvilket imponerede hans manager Kedar Massenburg, der hookede de to op sammen på Marvey Gaye/Tammi Terrell cover-duetten 'Precious Love'.
Samarbejdet med Massenburg fortsatte og resulterede i 1997 i debutalbummet 'Baduizm', der med dets jazzede og bastunge numre satte nye standarder for den moderne r-n-b. Især singlen 'On & On' skabte furore i det afrocentriske miljø og var stærkt medvirkende til at 'Baduizm' lagde sig i toppen af forskellige r-n-b-hitlister.
Efter at have udsendt et live-album samme år som 'Baduizm' gik Erykah i gang med arbejdet på den svære to'er, der skulle forsøge at leve op til mesterlige debut. Projektet lykkedes i store træk med albummet 'Mama's Gun' fra 2000, der bl.a. indeholdt den smukke duet 'In Love With You' med Stephen Marley samt den Isaac Hayes-samplende hitsingle 'Bag Lady'.
I 2003 udsendte Erykah Badu sit seneste album 'Worldwide Underground', der præsenterede en mere rockket og psykedelisk udgave af sangerens vidtfavnende talent. Albummet var dog også præget af Badus karakteristiske hiphop-henvisninger, hvilket blev understreget af gæsteoptrædener af Queen Latifah, Dead prez og Erykah Badus kæreste Common.

## Diskografi

### Albums
- 1997: Baduizm
- 2000: Mama's Gun
- 2003: Worldwide Underground
- 2008: New Amerykah Part One(4th World War)
- 2010: New Amerykah Part Two: Return of the Ankh